# Chrysobothris hubbardi
Chrysobothris hubbardi es una especie de escarabajo del género Chrysobothris, familia Buprestidae. Fue descrita científicamente por Fisher en 1942.
Se encuentra en América del Norte.